# Дюдок, Виллем Маринус
Виллем Маринус Дюдок (нидерл. Willem Marinus Dudok; 6 июля 1884, Амстердам — 6 апреля 1974, Хилверсюм) — нидерландский архитектор-модернист. В 1928 году он стал главным архитектором нидерландского города Хилверсюм, где наиболее известной его постройкой стала кирпичная ратуша, законченная в 1931 году. Дюдок не только спроектировал здание, но и разработал его интерьер, включая ковры, мебель и даже молоток мэра, используемый им во время собраний. Он также спроектировал и построил около 75 домов, общественных зданий и целых городских кварталов.
Кавалер Золотой медали Американского института архитектуры (1955).

## Карьера
Дюдок изначально избрал для себя военную карьеру. В Военной академии Бреды он изучал гражданское строительство и получил разрешение участвовать в проектировании военных зданий. Под влиянием других нидерландских архитекторов, таких как Берлаге, он быстро оказался в состоянии воплощать в жизнь свои собственные идеи. Он был назначен помощником директора общественных работ в Лейдене в 1913 году и директором общественных работ в Хилверсюме в 1915 году. В 1928 году Дюдок был назначен главным архитектором Хилверсума. В том же году ему была поручена задача по расширению города, которая включала в себя проектирование жилых комплексов, школ, бассейнов, парков и садов. В то время как стиль его первых работ в Хилверсюме происходил из Амстердамской школы, драматическая масса, асимметрия, нависающие карнизы и другие элементы его знаковой городской ратуши Хилверсюма явно были созданы под влиянием Фрэнка Ллойда Райта и чикагской школы прерий. Это здание считается его шедевром и сочетает в себе требования быть одновременно символом города и эффективным административным зданием. Оно также отображает характер Хилверсума как города-сада. Творчество Дюдока несомненно находилось под влиянием Эбенизера Говарда и Раймонда Анвина, пионеров движения города-сада в Великобритании. Дюдок продолжал создавать прогрессивные, голландские модернистские строения в Хилверсюме в течение десятилетий, вплоть до 1960-х годов, имея при этом международное влияние.
Дудок также был архитектором филиала универмага «De Bijenkorf» в Роттердаме, впечатляющего произведения коммерческой архитектуры, очевидно созданного под влиянием Баухауса, группы «Де Стейл» и рационализации, которая была популярна как в стиле ар-деко, так и в стиле стримлайн модернистского дизайна 1920—1930-х годов. Когда он открылся в 1930 году, на этом мероприятии присутствовало около 70 000 человек. Хотя универмаг был частично разрушен во время немецкой бомбардировки Роттердама в мае 1940 года во время нацистского вторжения в Нидерланды, многочисленные фотографии, планы и другие материалы, документирующие дизайн здания и его структуру, сохранились и недавно помогли в создании голландского документального фильма об универмаге Дюдока.
Дюдок получил золотую медаль RIBA в 1935 году и золотую медаль AIA в 1955 году. Он также спроектировал «Collège néerlandais» в Университетском городке Парижа, культурный центр в Багдаде и кинотеатр в Калькутте. В одном из зданий, которые Дюдок спроектировал в Роттердаме, теперь находится кафе-ресторан, названный в его честь. Он составил план восстановления Гааги после Второй мировой войны. Речь в нём шла о новом районе, рассчитанном на 150 000 человек, на юго-западе города. Дюдок умер в возрасте 89 лет в Хилверсуме.

## Некоторые работы
- Ратуша, Хилверсум, 1928—1931
- Универмаг De Bijenkorf[англ.] в Роттердаме, 1930 (разрушен во время Второй мировой войны)
- Монумент на Афслёйтдейк, Нидерланды, 1933
- «Collège néerlandais», Университетский городок, Франция, 1939
- Городской театр, Утрехт, 1941
- Станции «Exxon Gas», Нидерланды, 1953

- Хилверсумская ратуша, 1928–1931
- Одна из школ Хилверсума, спроектированных Дюдоком
- Универмаг «De Bijenkorf», Роттердам, 1930
- Монумент на Афслёйтдейке, 1933